# Ксенија Ситник
Ксениа Ситник (рус. Ксения Ситник) је млада певачица и текстописац из Белорусије. Представљала је своју земљу на какмичењу за Дечју песму Евровизије 2005. Тада је са песмом Ми смо заједно, (коју је сама написала) освојила прво место.

## Биографија
Ксенија Ситник рођена је 5. маја у Мозиру у Белорусији у коме и данас живи. Потиче из успешне породице. Њена мајка је директорка музичке школе УМЕС. Ситникова је певањем почела да се бави веома рано. Наступала је на неколико познатих фестивала у Пољској, Русији и Белорусији. Врхунац досадашње каријере достигла је победом на Дечјој песми Евровизије 2005. То је била неочекивана победа јер песма није важила за фаворите. Ксенија је за само три поена била боља од другопласираног Антонија Хосеа из Шпаније. Ксенија је новембра 2006 издала свој први ЦД са музичком публикацијом под именом победничке песме.